# Tayo Edun
Tayo Edun, né le 14 mai 1998 à Islington, est un footballeur anglais qui évolue au poste d'arrière gauche au Peterborough.

## Biographie

### En club
Le 9 août 2016, il fait ses débuts en faveur du Fulham FC, lors d'un match de la Coupe de la Ligue contre Leyton Orient.
Le 3 août 2018, il est prêté pour une saison à Ipswich Town.
Le 10 janvier 2020, il rejoint Lincoln City.
Le 31 août 2021, il rejoint les Blackburn Rovers.
Le 25 juillet 2023, il rejoint Charlton Athletic.

### En sélection
Avec les moins de 17 ans, il participe au championnat d'Europe des moins de 17 ans en 2015. Lors de cette compétition, il délivre une passe décisive contre les Pays-Bas.
Il dispute ensuite avec les moins de 19 ans le championnat d'Europe des moins de 19 ans en 2017. Lors de cette compétition, il joue cinq matchs. L'Angleterre remporte le tournoi en battant le Portugal en finale. Tayo Edun reçoit deux cartons jaunes lors de cette finale, en étant expulsé du terrain à la 86e minute.

## Palmarès
- Vainqueur du championnat d'Europe des moins de 19 ans en 2017 avec l'équipe d'Angleterre des moins de 19 ans